# Љиљана Перош
Љиљана Перош (Рума, 28. фебруар 1958) југословенска је и српска филмска и позоришна глумица.
Члан је ансамбла Малог позоришта „Душко Радовић“. Године 1974. засновала радни однос са Малим позориштем и тако постала најмлађа професионална глумица у бившој СФРЈ. Радила је и као водитељка на радију.
Као дете, била члан драмског студија Радио Београда који је водио Бата Миладиновић. Освојила је четири републичке награде и годишње награде позоришта. Радила је са српским редитељима као што су Бранко Плеша, Јагош Марковић, Ивана Вујић и други.

## Најзначајније улоге у позоришту:
- Мравињак у режији Бранка Плеше, Југословенско драмско позориште
- Пепељуга у режији Слободанке Цаце Алексић
- Мали принц у режији Бранислава Крављанца
- Кишобран за двоје у режији Вере Белогрлић
- Укроћена принцеза у режији Мелите Бихали
- Позориште Ка-Ри-Ко у режији Мирослава Беловића и многе друге.

## Улоге
|                   | 1960 | 1970 | 1980 | Укупно |
| ----------------- | ---- | ---- | ---- | ------ |
| Дугометражни филм | 0    | 2    | 1    | 3      |
| ТВ филм           | 1    | 3    | 0    | 4      |
| ТВ серија         | 0    | 3    | 1    | 4      |
| Укупно            | 1    | 8    | 2    | 11     |
| Год.   | Назив                                  | Улога \|- style="background: Lavender; text-align:center; " | 1960-е | 1960-е | 1960-е | 1960-е |
| 1967.  | Баш хоћу (кратки документарни филм)    |                                                             |        |        |        |        |
| 1968.  | Моје је срце високо у брдима (ТВ филм) |                                                             |        |        |        |        |
| 1970-е |                                        |                                                             |        |        |        |        |
| 1970.  | Бурдуш                                 |                                                             |        |        |        |        |
| 1971.  | С ванглом у свет (ТВ серија)           |                                                             |        |        |        |        |
| 1971.  | Деветнаест дјевојака и један морнар    | Станка, девојка с плетеницама                               |        |        |        |        |
| 1975.  | Песма (ТВ серија)                      |                                                             |        |        |        |        |
| 1976.  | Успон и пад Жике Проје (ТВ серија)     | Илонка                                                      |        |        |        |        |
| 1976.  | Спиритисти (ТВ филм)                   | Марта                                                       |        |        |        |        |
| 1976.  | Иди тамо где те не познају (ТВ филм)   |                                                             |        |        |        |        |
| 1978.  | Пуцањ у шљивику преко реке (ТВ филм)   | куварица                                                    |        |        |        |        |
| 1980-е |                                        |                                                             |        |        |        |        |
| 1984.  | Војници                                |                                                             |        |        |        |        |
| 1986.  | Сиви дом (ТВ серија)                   | касапинова женска                                           |        |        |        |        |